# Russendisko
Russendisko (dal tedesco "discoteca dei russi") è uno stile musicale che trae ispirazione dalla musica popolare, unendo elementi del folklore russo con elementi di musica moderna.

## Storia del termine
Inizialmente il termine "Russendisko" era utilizzato nel linguaggio colloquiale per designare quei locali (soprattutto discoteche) frequentati principalmente da russi o da persone di origine russa. In Germania questo termine, derivante dall'influsso della cultura russa in terra tedesca, aveva un significato dispregiativo.
Il giornalista russo Wladimir Kaminer, autore del libro Russendisko, una raccolta di racconti brevi, grazie alle sue pubblicazioni e ai suoi progetti, ha legittimato il termine, facendolo diventare il nome di una vera e propria corrente musicale.
In uscita il 29 marzo 2012 il film omonimo basato sul romanzo di Kaminer.